# Talanga nympha
Talanga nympha is een vlinder uit de familie van de grasmotten (Crambidae), uit de onderfamilie van de Spilomelinae. De wetenschappelijke naam van deze soort is voor het eerst voorgesteld als Cataclysta nympha door Arthur Gardiner Butler in een publicatie uit 1880.
De soort komt voor in Taiwan.